# Càmera omnidireccional
Una càmera omnidireccional és una càmera amb 360° de distància focal en un angle horitzontal o en un camp visual que ocupi gairebé el d'una esfera sencera. Etimològicament, omni fa fa referència a "tot" i direccional a direcció. Per tant, significaria càmera de totes les direccions.
Una càmera normal té una distància focal màxima de 180°. Això significa que la càmera capta, com a màxim, la llum que cau sobre el seu punt focal a través d'un hemisferi. En canvi, la càmera omnidireccional ideal capta la llum de totes les direccions sobre el punt focal cobrint tota l'esfera. A la pràctica però, les càmeres omnidireccionals no cobreixen la totalitat de l'esfera, en tant que si això fos així la llum no s'inseriria just al punt focal de l'aparell.
Aquestes càmeres són importants a les àrees on es necessiten llargs angles de visió, com per exemple en un panorama, i aquesta tecnologia és molt usada en alguns camps com la robòtica. Actualment, arran de l'aparició de nous sistemes de reproducció en realitat virtual s'està introduint al sector de l'entreteniment audiovisual.

## Història
La idea de crear contingut audiovisual en 360 graus és força antiga. De fet per tal de comprendre el gran camí d'investigació i experimentació que ens a portat fins l'aparició d'aquest tipus de càmeres ens hem de remuntar fins al 1787.

### Panorama
Al 1787 un pintor britànic anomenat Robert Barker va reproduir la vista de la ciutat d'Edimburg sobre una superfície cilíndrica. A aquest tipus de pintura la va anomenar “panorama” (del grec “pan” que vol dir “tot” i “horama” que vol dir “vista”).
El resultat era un vista semicircular, fet que no va convèncer a Barker, que volia assolir els 360 graus de visió.
És per això que posteriorment va encarregar al seu fill un pintura de Londres que ocupava més de 137 m².
En un primer moment és exposada a casa del Barker, però al 1793 decideix construir 3 ciclorames (edificis fets a propòsits per exposar els panorames).

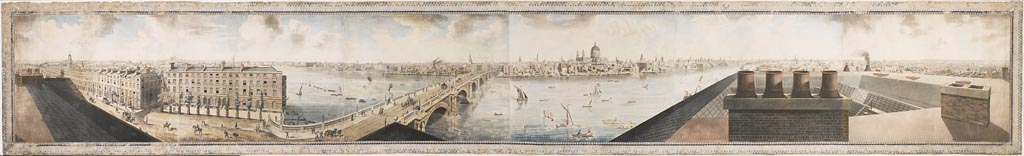
Vista panoràmica de Londres realitzada per Robert Barker l'any 1972.

Barker guanya una fortuna amb aquestes exposicions i patenta el sistema al 1787 amb el nom de “La Nature à Coup d'Oeil” (La Natura a Cop d'Ull).
De totes maneres Barker no és l'únic que experimenta amb aquest tipus de pintures. Per exemple Wenceslao Hollar crea les anomenades “Long Views”, que són representacions panoràmiques de ciutats.
La diferència d'aquestes obres i les de Barker, és que aquest segon manipula la perspectiva per aprofitar la curvatura de l'edifici i dotar la obra de realisme.
El pintor Pierre Prévost continua treballant i explotant aquest invent.

### Primeres càmeres
Amb la invenció de la fotografia al 1826 pel francès Joseph Nicéphore Nièpce els panorames (i la pintura realista en general) entren en crisi, ja que la fotografia està dotada de més realisme.
Tot i aquest major realisme, les primeres càmeres tenen limitacions tecnològiques que no permeten fer fotos a gran escala i construir panoràmiques.
Limitació que soluciona al 1843 l'austríac Joseph Puchberger amb la invenció de la primera càmera panoràmica.
Aquesta càmera només cobria 150 graus dels 360.
És l'any 1857 quan M. Garrela patenta una càmera que era capaç de girar sobre el seu propi eix (mitjançant un sistema d'engranatges similar al dels rellotges) captant una imatge en format panoràmic dels 360 graus que l'envoltaven.
L'invent que impulsa aquest tipus de càmera és una pel·lícula flexible que substitueix les plaques de vidre utilitzades fins al moment. Al 1888 comencen aparèixer càmeres amb aquesta tecnologia per tot Europa i Estats Units. Les imatges panoràmiques en 360 graus eren molt ben rebudes per la audiència, que pagava per veure les imatges a través dels Kaiserpanorama (un carrusel giratori).
Al 1896 Michel Zeno Diemer i el seu equip aconsegueixen realitzar una gran imatge panoràmica (10 d'altura i 100 de llargada) titulada “The battle of Berg-Isel”. Van trigar 3 mesos en aconseguir realitzar-la.
De totes les que es van construir podríem destacar com important l'anomenada Cirkut camera, desenvolupada al 1904 per l'empresa Rochester Panoramic Camera co. Factory. Empresa que va ser comprada per Kodak que va anar millorant i desenvolupant la Cirkut camera durant dècades.
L'any 1906, George Lawrence realitza una panoràmica dotada de gran qualitat titulada “San Francisco en Ruinas”.
Tot i la gran millora en la qualitat, realitzar fotografies panoràmiques continuava sent una tasca complicada i poc pràctica. Les càmeres eren molt pesades (un pes aproximat d'una tona) i molt complicades d'accionar.
S'utilitzaven principalment amb fins militars, documentals o científics.
Era un producte pensat pel sector professional i, per tant, les millores se centraven en aconseguir una òptica més sofisticada, millorar l'accionament electrònic, optimitzar els accionaments manuals… Però en cap cas buscaven en reduir costos i acostar-les a la clientela amateurs, de fet no es comercialitzava cap model per sota dels 1000 dòlars.

### Càmeres modernes
És en el 2010 (quasi 100 anys més tard) que apareix un model de càmera que cobreix el 360 graus i que és lleugera i pràctica d'utilitzar. Es tracta de la “Lomography Spinner 360°”.
Una càmera lomogràfica que utilitza pel·lícula de 35mm i que està inspirada en les càmeres panoràmiques que giraven sobre el seu propi eix. De fet, al accionar-la aquesta fa un moviment rotacional complert. Aconseguint així la imatge panoràmica.
Quant a especificacions tècniques a part de ser lleugera (es pot suportar amb una sola mà), compta amb un enfocament fixe de 1m fins l'infinit, i d'una obertura f/8, f/16.
Actualment encara està a la venta, i es pot adquirir per uns 90 €.
«Historia de la fotografía 360 grados».

### Càmeres actuals
D'ençà el 2010, l'oferta de càmeres que són capaces de fotografiar o enregistrar vídeo en 360 graus reals (no en format panoràmic com havíem vist fins ara) ha augmentat de manera significativa i s'han convertit en un producte accessible per usuaris particulars: ja que els preus són més accessibles i no calen coneixements previs per poder utilitzar-les (en la majoria de casos).
El primers models capaços de realitzar fotografies en 360 graus que es van comercialitzar van ser Panono i Theta S (de Ricoh). Ambdues van ser presentades a finals del 2013.